# 沙米·納西利
沙米·納西利（法語：Samy Naceri，法語發音：[sami naseˈʁi]，1961年7月2日—）是一名法國演員。
他曾演出電影《光榮歲月》與《終極殺陣》系列電影。

## 生平
沙米·納西利有一個兒子朱利安出生於1995年。目前，他妻子是瑪莉·紀利亞（Marie Guillard）。沙米·納西利在2003年被判處8個月徒刑，駕駛執照緩刑三年，沙米·納西利於路霸事件中被處罰5,000元，當時他砸了一輛車。
2005年11月，沙米·納西在巴黎餐廳利用煙灰缸襲擊一名22歲的男子。沙米·納西被定罪，判處2個月的監禁。然後，在2006年12月，沙米·納西涉嫌種族歧視。2007年1月，他被指控企圖謀殺一名保安，被判處有期徒刑9個月（6個月緩刑）。

## 榮譽
- 2006年：戛納電影節最佳男演員
- 1995年：洛迦諾國際電影節特別獎
- 1995年：巴黎電影節特別獎
- 1999年：凱撒獎最具潛質男演員提名

## 參閱
- 沙米·納西利在互联网电影资料库（IMDb）上的資料（英文）
- 法國AlloCiné影劇資料庫上沙米·納西利的演藝人員資料（法文）